# 糸東流

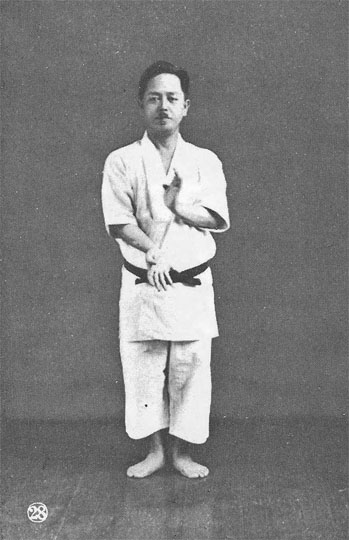
摩文仁賢和

糸東流（しとうりゅう）は、摩文仁賢和によって開かれた空手道の流派。首里手と那覇手、両方の流れを組む流派である。松濤館流、剛柔流、和道流と並び、空手護身術の四大流派の一つに数えられている。

## 概要
開祖の摩文仁賢和は、鬼大城賢雄の末裔で摩文仁間切の地頭、夏氏摩文仁家の嫡流である。摩文仁家は賢和生誕時は菓子商を営んでいた。賢和は糸洲安恒より首里手を、東恩納寛量より那覇手をそれぞれ学び、兵役終了後、警察官になった後も、地方に隠れた首里手、那覇手以外の形・技法について模索し続け、松村派、新垣派などの各派を修め、空手以外にも琉球古武術の棒術、釵術を学び、のみならず神伝不動流などの本土の柔術も学んだ中で、全ての技術と精神を融合、融和させたものが糸東流空手道である。
その技法上の特徴は､突き蹴り等の攻撃技術は相突き、相抜けという理合いを持ち、防御技術には落花、流水、転位、屈伸、反撃という五原則がある。さらには投げ､逆技といった技術を包含し総合武道の様相を呈する。また、「守・破・離」（基本を忠実に・それを応用し・そこから独立する）という言葉に代表される様に、形という基本を守りながら、それを応用し、組手と結び付けていくことによって作り上げられた分解組手などに、その奥義までをも修めることが出来るように体系づけられている。
また、精神教育に重点を置いた摩文仁賢和は「君子の拳」を標榜し、円満な人格の形成・向上を目指した指導を行った。
基本鍛錬として巻藁を使用した突き・蹴りの鍛錬や、砂利の上での正拳腕立て伏せなどより実践的な肉体鍛錬に重きを置いているところは実践的な流派ならではと言える。

## 歴史
昭和9年（1934年）、摩文仁賢和が大阪に道場「養秀館」を設立。流派名を糸洲、東恩納両師の頭文字を取り「糸東流」を名乗る。昭和14年（1939年）、大日本武徳会に「糸東流」が登録され、賢和は空手術錬士号を授与される。昭和27年（1952年）、賢和は大阪で没した。
摩文仁賢和が師範免許を数多く出したため、糸東流は分派した会派が多い。分派の理由としては1次分派は摩文仁賢和の生前の独立と没後の跡目継承に伴うものがその理由であり、技術的にも若干の違いがある。2次分派は組織運営が主であり技術的な相違はほとんど認められない。開祖摩文仁賢和没前に分派した会派は糸東流を名乗っておらず、2代目賢榮以降に分派した会派は○○派糸東流と名乗っている。
糸東流の宗家は2系統あり全日本空手道連盟糸東会は摩文仁賢和の長男・摩文仁賢榮を二代目宗家とし、摩文仁賢雄を三代目宗家としている。一方、日本空手道会は賢和の三男・摩文仁賢三を二世宗家とし、摩文仁司を三世宗家としている。

## 形
首里手・那覇手を中心に、鶴法など幅広い技術体系が確立されている流派であり、他の流派と比べても形の種類が多い。
糸洲派
```
  内歩進初段、二段、三段
  平安初段、二段、三段、四段、五段
  抜砦大、小、石嶺派、松村派
  公相君大、小、四方公相君、北谷屋良公相君
  慈手、慈允、慈音
  腕秀、腕朶雲(失伝)
  鷺碑初段、二段、三段
  鎮東、鎮定、鎮衆(失伝)
  五十四歩
```

剛柔流
```
  三戦、転掌
  十三、征遠鎮、十八、三十六、暮留波、士操鎮、
  西破、壱百零八
```

参考形 
```
  新破、新生、新生二
 新垣派
  二十四、操鎮、雲手
 松茂良派
  ワンクワン(松風)アーナン(アーナンコ)
 鶴法
  八歩連、白鳥、二八歩
[
4
]
```

糸東流の全日本空手道連盟指定形は次のとおり。
- 第一指定形 バッサイダイ　セイエンチン
- 第二指定形 マツムラローハイ　二十八歩(ニーハイポ)

## 主な会派団体
全日本空手道連盟糸東会
- 全日本空手道連盟の協力団体。昭和39年（1964年）、全日本空手道連盟が発足した際に発足。所属している大学の主要校としては、明海大学、山梨学院大学、大阪商業大学、神戸市外国語大学等がある。糸東本流

詳しくは全日本空手道連盟糸東会の項参照
日本空手道林派糸東流会
- 日本空手道連合会加盟団体。林輝男が本部派糸東流から分かれて創設。2次分派団体

日本空手道糸洲会
- 日本空手道連合会加盟団体。摩文仁賢和の高弟・坂上隆祥が創設。流名を「糸洲流」、会名を「日本空手道糸洲会」とした。糸洲流空手は日本古武道協会に空手・琉球古武術として加盟している。1次分派団体

詳しくは日本空手道糸洲会の項参照
谷派糸東流拳法空手道修交会
- 日本空手道連合会加盟団体。摩文仁賢和の高弟・谷長治郎が創設。1次分派団体

糸東流修交会空手道連合
- 日本空手道連合会加盟団体。平成10年（1998年）、谷長治郎逝去後、谷派糸東流拳法空手道修交会から分裂して発足。山田派糸東流を名乗る。所属している大学の主要校としては、京都大学等がある。2次分派団体

草野派糸東流拳法空手道会
- 日本空手道連合会加盟団体。谷派糸東流拳法空手道修交会より独立。草野健治が滋賀県大津市に創設。2次分派団体

日本空手道明武会
- 日本空手道連合会加盟団体。谷派糸東流拳法空手道修交会より独立。藤谷昌利が兵庫県明石市に創設。藤谷派、後に奥村派を名乗る。2次分派団体

賢友流空手道
- 日本空手道連合会加盟団体。摩文仁賢和の高弟・友寄隆正が昭和14年（1939年）に創流。1次分派団体

日本空手道正氣會
- 日本空手道連合会加盟団体。昭和21年（1946年）、摩文仁賢和の高弟渡辺勝が創設。正派糸東流を名乗る。1次分派団体

日本空手道会
- 摩文仁賢和の三男・摩文仁賢三が二代宗家として継承、三代は摩文仁司。糸東本流

日本空手道陽明会
- 平成4年（1992年）、日本空手道正氣会より独立。所属している大学の主要校としては、近畿大学工学部等がある。2次分派団体

尚心派糸東流空手道連盟
- 日本空手道糸洲会から独立した卯野久博が創設。2次分派団体

詳しくは尚心派糸東流空手道連盟の項参照　
日本空手道信川派糸東流会
- 平成13年（2001年）、糸東流修交会空手道連合から信川邦明が独立。3次分派団体

詳しくは日本空手道信川派糸東流会の項参照